# Татарская дорога
Татарская дорога (пол. Szlak Tatarski; тат. Татар юлы) — тропа в восточной части Польши, в Подляском воеводстве, состоящая из Большой татарской и Малой татарской дорог.

## Большая татарская дорога
Длина дороги составляет 57 км.
Маршрут: Сокулка — Драчле — Бохоники — Старая Каменка — Вешхлесе — Тальковщизна — Новая Свидзялувка — Нетупа — Кружиняна.
Дорога проходит между холмами Сокулка и Кнышинским лесом. Дорога ведет в Крушиняны через бывшие татарские земли (Нетупа и Тальковщизна), подаренные татарам Иоанном III Собеским в 1679 году.

## Достопримечательности
- Музей Сокуликского района (с постоянной экспозицией, посвященной татарам и их населенным пунктам), городской рынок XVI—XVII веков и ведущие от него улицы.
- Церковь Св. Антония 1848 года (увеличена в 1904 году).
- Церковь Св. Александра Невского (1830 год)
- Татарская мечеть, религиозный центр мусульман Польши, расположенный в Бохониках. Представляет собой деревянное здание, построенное татарами в 1883 году, с полукруглым куполом. Внутри мечеть с характерной архитектурой и элементами: священными книгами, коврами, печатями (нарисованными или вышитыми стихами Корана), михрабом и минбаром.
- Татарское кладбище — крупнейшее мусульманское кладбище трехсотлетней давности в Республике Польша.
- Мечеть в Крушинянах — старейшая мечеть Польши, деревянная, с двухквартирной башней, построенная в XVIII—XIX веках. В храме есть разделение на женскую и мужскую части. В молельню они входят без обуви и сидят на коврах.
- Татарское кладбище — кладбище, расположенное в селе Крушиняны.

## Транспорт
Добраться можно поездом Белостокского ПКП: из Белостока сначала да Кузницы, затем до Кундзиче и после до Орловичей.
Поезд РКР Белосток: от Сокулки автобусом через Малявиче Гурне можно добраться в Кузницу.
На машине или велосипеде:
50 км от Белостока до Бохоников или Крушинян
35 км от Бохоников до Крушинян
менее 10 км от Сокулок до Бохоников.

## Малая татарская дорога
Длина дороги 19 км.
Маршрут: Кружиняны, Юзефово, Крулёве Стойло и станция Валили.
Маршрут на Подляское воеводство (Крушиняни, Юзефово) соединяет населенные пункты, относящиеся к татарским землям, с городами, связанными с событиями Январского восстания (Крулёве Стойло и Валили).